# Pie-grièche méridionale
 Lanius meridionalis
Espèce
Répartition géographique
- habitat permanent
- habitat d'été des migrateurs
- zones d'hivernage des migrateurs

Statut de conservation UICN

VUA2abc+3bc+4abc : Vulnérable
La Pie-grièche méridionale (Lanius meridionalis) est une espèce d'oiseaux de la famille des Laniidae.
Elle niche en Europe méridionale et en Afrique du Nord. La forme migratrice est quelquefois visible en Europe occidentale.

## Historique et dénomination
L'espèce Lanius meridionalis a été décrite par le zoologiste allemand Coenraad Jacob Temminck en 1820.

### Synonymie
- Lanius excubitor meridionalis
- Lanius meridionalis Lefranc & Worfolk 1997

## Position systématique
On la lie étroitement à la Pie-grièche grise (Lanius excubitor) avec laquelle elle était considérée comme conspécifique. La Pie-grièche méridionale a été séparée de la Pie-grièche grise après des études d'ordre morphologique et génétique réalisées dans les années 1990.
On dénombre onze sous-espèces, parmi lesquelles :
- La sous-espèce L. m. pallidirostis se reproduit en Asie centrale et hiverne sous les tropiques. Elle est beaucoup plus pâle que la Pie-grièche méridionale type ou la Pie-grièche grise, et peut être considérée comme une espèce séparée connue sous le nom de Pie-grièche de steppe.
- En Afrique du Nord, deux sous-espèces dominent. La sous espèce L. m. algeriensis (poitrine et ventre d'un gris soutenu) est présente au nord et L. m. elegans (poitrine et ventre blancs) au sud. L. m. dodsoni, que l'on trouve sur les hauts plateaux, désigne des oiseaux intermédiaires entre ces deux sous-espèces (le taxon n'est plus considéré comme valide dans les nomenclatures récentes).
- L. m. leucopygos se trouve encore plus au Sud dans le Sahara.

## Aspect
Elle est légèrement plus petite et plus sombre que la grande pie-grièche grise et préfère le milieu rural. Le plumage est généralement semblable à la grande pie-grièche grise indépendamment de sa chasse différente.

## Alimentation
Elle se nourrit de grands insectes, de petits oiseaux, de rongeurs et de lézards. Comme d'autres pies-grièches, elle chasse en empalant ses victimes sur son bec en guise de "garde-manger".
au nord de l'Afrique elle consomme surtout les Coleoptera (Insecta) et les Hymenoptera (Insecta). aussi nous trouvons les Aranea, les Molusca, les Helicidae. Pour ce qui est des Vertebrata, on peut noter les Mammalia comme les Chiroptera, Mus et les Lacertidae, comme Oiseaux nous pouvons signaler les Passer et les Fringillidae.
Bien sûr cette espèce empale ses proies (Lardoires), ce qui lui vaut son nom, sur des oliviers ou des acacias et sur du fil barbelé dans d'autres cas. Les espèces empalées sont surtout les serpents, lézards, oiseaux et quelques coléoptères.

## Reproduction

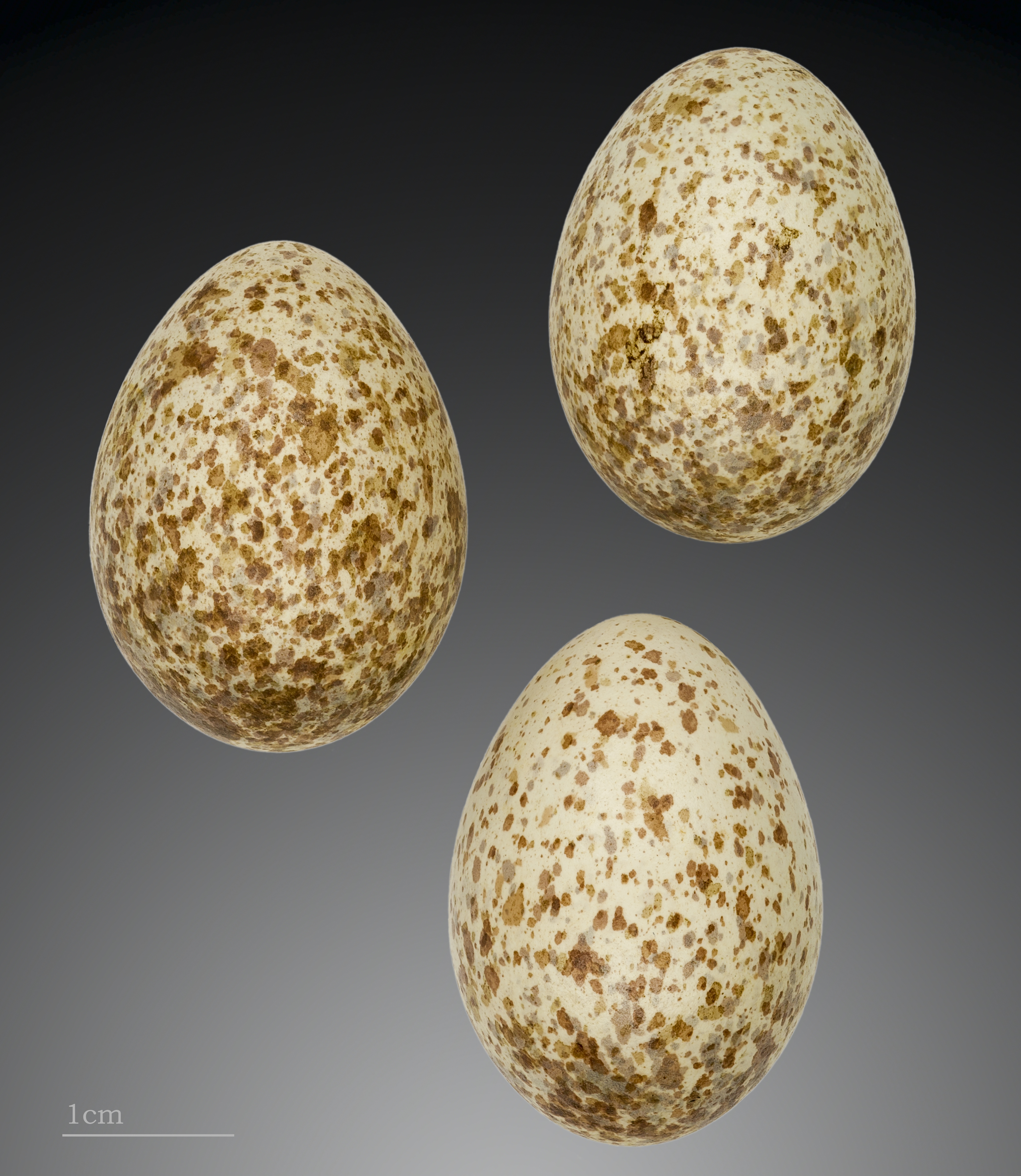
Œufs de Pie-grièche méridionale - Muséum de Toulouse

Lanius meridionalis au nord de l'Afrique est une espèce qui préfère se reproduire dans des milieux semi urbains et les nids sont déposés sur les oliviers et les acacias. au sud de l'Afrique les palmeraies sont bien appréciées. Le nombre d'œufs est de 5 à 6 d'un poids qui varie de 5 à 6 grammes. les nids sont de forme arrondie en coupe, construits avec des débris de plantes et de la laine à l'intérieur. L'altitude des nids varie entre 1 et 5 mètres et la direction qui est appréciée est l'est.
Les pie-grièches méridionales s'accouplent à partir du mois de février jusqu'au mois de juillet.

### Nidification et prédation
Le succès de reproduction varie fortement d'un contexte à l'autre (exemple en France, seulement 36.5% des œufs vont jusqu’à l’envol en Languedoc-Roussillon, contre  89% en Corse). Ces différences marquées sont surtout due au fait que la Pie-grièche méridionale est victime de prédation au nid, du fait de mammifères ou d'autres oiseaux. Les corvidés, parmi lesquels les pies, sont parfois considérés comme pouvant être responsables.  
Inversement, la Pie-grièche méridionale se trouve être la cause principale de l'échec au nid de la Pie du Maghreb : Une étude effectuée en Tunisie a montré que les Pie-grièches méridionales (qui partagent avec la Pie du Maghreb les mêmes préférences d'habitat pour construire leur nid dans des brousailles épineuses), tuent les oisillons de Pie du Maghreb.